# Timorskie odznaczenia

## Timor Wschodni
| Baretka    | Nazwa polska                            | Nazwa portugalska                      |
| ---------- | --------------------------------------- | -------------------------------------- |
|            | Order Timoru Wschodniego                | Ordem de Timor-Leste                   |
| w przygot. | Order Partyzantki                       | Ordem da Guerrilha                     |
| w przygot. | Order Nicolaua Lobaty                   | Ordem Nicolau Lobato                   |
| w przygot. | Order Doma Bonaventury                  | Ordem de D. Boaventura                 |
| w przygot. | Order Panów Wojny                       | Ordem Funu Nain                        |
| w przygot. | Order Wielkiej Szlachetności            | Ordem Laran Luak                       |
| w przygot. | Order Falintilu                         | Ordem das Falintil                     |
| w przygot. | Order Wojowników Lori                   | Ordem Lorico Asuwain                   |
| w przygot. | Order Doma Martinha Lopesa              | Ordem Dom Martinho Lopes               |
|            | Medal Zasługi                           | Medalha de Mérito                      |
|            | Medal „Solidarność z Timorem Wschodnim” | Medalha "Solidariedade de Timor-Leste" |
|            | Medal Operacji Halibur                  | Medalha Halibur                        |
| w przygot. | Medal Wybitnej Służby                   | Medalha Serviços distintos             |
| w przygot. | Medal Bezpieczeństwa Publicznego        | Medalha Mérito de segurança pública    |
| w przygot. | Medal Przykładnego Zachowania           | Medalha Comportamento exemplar         |